# Полотов, Тойчи
То́йчи Поло́тов (кирг. Тойчу Полотов; 1907 год, село Баш-Булак — 1965 год, там же) — чабан совхоза «Катта-Талдык» карасуйский район Ошская область, Киргизская ССР. Герой Социалистического Труда (1958). Депутат Верховного Совета Киргизской ССР.

## Биография
Родился в 1907 году в крестьянской семье в селе Баш-Булак.
Трудовую деятельность начал в 1930 году. С 1943 года трудился чабаном в племенном совхозе «Катта-Талдык» Ошского района.
В 1957 году вырастил в среднем 125 ягнят от каждой сотни овцематок и настриг в среднем по 4,9 килограмма шерсти с каждой овцы. В 1958 году вырастил 112 ягнят от каждой сотни овцематок и получил по 5,8 килограмма шерсти с каждой овцы. Указом Президиума Верховного Совета СССР от 16 октября 1958 года удостоен звания Героя Социалистического Труда с вручением ордена Ленина и золотой медали «Серп и Молот».
Дважды избирался депутатом Верховного Совета Киргизской ССР (1959—1965).
Персональный пенсионер союзного значения.
Проживал в родном селе, где скончался 7 января 1965 года.